# 認知アーキテクチャ
認知アーキテクチャ（にんちアーキテクチャ、英語: cognitive architecture）とは、言わば知的エージェントの設計図である。何らかの認知システム、多くの場合人間のように行動する人工的に計算可能なプロセスやある種の知能を示す行動をするプロセスを作るための設計図である。認知アーキテクチャは汎用のエージェントアーキテクチャの上位概念でもある。「アーキテクチャ」と呼ばれるのは、振る舞いのモデル化だけでなくシステムの構造的な観点のモデル化も含むことを意味している。

## 特徴
いずれの認知アーキテクチャも、（人間の）認識処理を理解することでそれを計算可能なレベルで実装できると考えている点は共通である。認知アーキテクチャは以下のような特徴を持つ:
1. 認知的行動の様々な面だけでなく、認識という概念全体を実装（全体論）。認知モデルとは対照的な考え方。
2. モデルとなった認知システム（人間）の適時の挙動(反応速度)を詳細に比較できる方法でそのモデル（人間）の振る舞いを再現することを試みることが多い。
3. エラー、予期しない事態、未知の事態に直面したときの確実な振る舞い
4. 学習（全ての認知アーキテクチャが備える特徴ではない）
5. パラメータがない。パラメータによるチューニングを要しない（ニューラルネットワークとの大きな違い。ただし、全ての認知アーキテクチャが備える特徴ではない）。

認知アーキテクチャが認識という概念についてトップダウンのアプローチを行わない点は重要である。

## 差異
認知アーキテクチャには、記号主義的なもの、コネクショニズム的なもの、それらの統合されたものがある。一部の認知アーキテクチャは認知主義的原則に基づいている。例えば、IPL、Soar、ACTなどである。これらの認知アーキテクチャの多くは、精神をコンピュータのようなものと捉えるアナロジーに基づいている。対照的に記号主義的処理ではそのような前提となるルールはなく、処理装置（ノード）の持つ特性に依存する。別の分類として、神経に相当するプロセッサ群を集中化させるアーキテクチャか、分散化させるアーキテクチャかという観点がある。分散化させるアーキテクチャは1980年代中ごろにコネクショニズムの名称で、特にニューラルネットワークなどがポピュラーとなった。他の観点として全体論と原子論、もっと厳密に言えば構造のモジュール性があり、これは知識表現の問題にも関わる。
従来型の人工知能では、このようなアーキテクチャに基づいて知能がプログラムされた。プログラマは、作成したものに最初から知能を吹き込むのである。一方、生物学に触発された情報工学では、もっとボトムアップ的・分権的手法を採用する。単純な汎用の規則を設定したり、単純なノード群を設定し、それらの相互作用から全体としての振る舞いを創発させる。最終的に顕著な複雑性を獲得することが期待される（複雑系参照）。

## 主な認知アーキテクチャ
- ACT-R: ジョン・R・アンダーソン（カーネギーメロン大学）
- ASMO: Rony Novianto（シドニー工科大学）
- Soar: アレン・ニューウェル（カーネギーメロン大学）、John Laird（ミシガン大学）
- EPIC: David E. Kieras, David E. Meyer （ミシガン大学）
- Copycat: ダグラス・ホフスタッター、Melanie Mitchell （インディアナ大学ブルーミントン校）
- DUAL: Boicho Kokinov（New Bulgarian University、ブルガリア）
- Apex: Michael Freed （NASAエイムズ研究センター）
- Psi: Dietrich Dörner （Otto-Friedrich University、ドイツ）
- PRODIGY: Veloso 他
- 包摂アーキテクチャ: ロドニー・ブルックス（「認知」アーキテクチャであるかどうかについては議論がある）